# Вазописець Кассандри
Вазописець Кассандри (нім. Cassandra-Maler, англ. Cassandra Painter) — анонімний давньогрецький вазописець, працював у Капуї в IV столітті до н. е. у червонофігурній техніці. Відомий своєю майстернею кампанського вазопису.
Умовну назву вазописцю дав Джон Бізлі у своїй фундаментальній праці «Groups of Campanian Red-figure» 1943 року за червонофігруною шийною амфорою, яка зображувала сцену викрадення Кассандри з вівтаря Аяксом, праворуч — фігура Афіни. За висловом Бізлі, ця амфора — «одна з найкращих кампанських ваз», нині вона зберігається у Музеї Кампани. Крім того, Вазописець Кассандри відомий як останній майстер сіанських чаш.
Роботи Вазописця Кассандри подібні до робіт Вазописця Ясона, проте на відміну від останнього надавав перевагу вазам більших форм та текстура його робіт характеризується білью м'якістю. Хоча він цілком міг бути учнем Вазописця Ясона. Фігури, зображувані Вазописцем Кассандри, здебільшого надзвичайно статичні, наче завмерли, проте пропорції тіл ретельно виважені. Особливим э й те, що в усіх фігур ретельноо промальовані стопи та навіть кожний палець, хоча руки звичайно звичайно незграбні та виглядають слабкими.